# Lagorchestes hirsutus
Espèce
Statut de conservation UICN

 VU D2 : Vulnérable
Statut CITES
Le Wallaby-lièvre roux ou lièvre-wallaby de l’ouest (Lagorchestes hirsutus) est une espèce de petits macropodidés vivant en Australie. Il était autrefois répandu à travers tout l'ouest du continent mais il est maintenant confiné aux îles Bernier et Dorre en Australie-Occidentale.
C'est le plus petit des lièvres-wallabies. C'est un animal solitaire, nocturne, se nourrissant d'herbes, de feuilles, de fleurs et de graines.
Il est à l'heure actuelle en cours de réintroduction dans le désert de Tanami dans le Territoire du Nord. Il a été placé dans les espèces vulnérables sur la liste rouge de l'UICN en 1996.